# Иненщат
Иненщат (на немски: Köln-Innenstadt) е един от 9-те района на град Кьолн, Германия.
Обхваща централната част на града. Площта на района е 16,4 км², а населението му е 128 295 души (по приблизителна оценка за декември 2016 г.). В Иненщат се намира Кьолнската катедрала, градската зала на Кьолн, построена през 14 век, както и 12-те романски църкви на Кьолн.